# 좌자

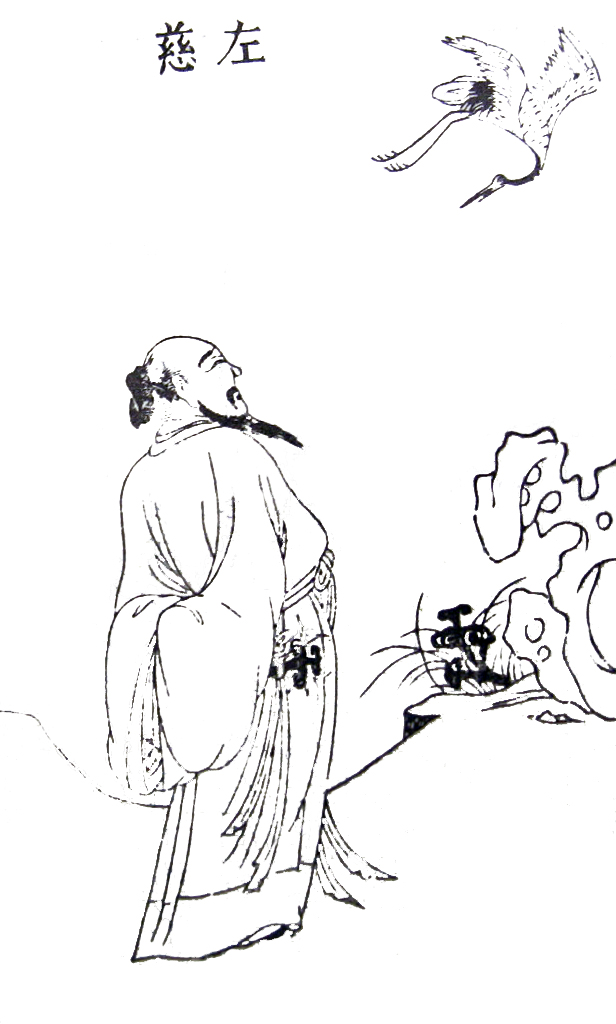
좌자

좌자(左慈, ? ~ ?)는 중국 후한 말의 도인이다. 자는 원방(元放), 호는 오각으로, 흔히 오각선생이라 불린다. 아미산에서 수행에 《둔갑천서》를 얻는다.

## 생애
조조와는 동향인으로서, 평소 도술에 관심이 많았던 조조에게 초빙되어 여러 가지 강연을 했다고 전해진다. 그러나 《삼국지연의》에서는 도인으로서, 조조를 능멸했던 것으로 나와 있다. 조조에게 “유비에게 길을 양보하라”라는 말도 했으며, 조조의 죽음을 예언한 뒤 사라진다.

## 일화
좌자는 양자강 북안에서 태어난 것으로 되어 있지만, 생년월일은 알려져 있지 않다. 젊을 때부터 “신(神)의 도(道)”를 체득하고 점성술과 변신술, 연금술에도 통달했다. 그는 점성으로 한(漢) 왕조가 멸망할 것이라는 사실을 알고 이렇게 생각했다.
“이제는 세속의 관직을 얻더라도 위험이 크고, 재산을 모으더라도 도적이나 군대에게 빼앗길 터이니 현세에서 영예를 구하는 것은 허망한 일일 뿐이다.”
그래서 그는 자신의 넘치는 재능을 도교 수행에 쏟았다. 그가 수행을 통해 얻은 것은 육갑(六甲 : 은신(隱身), 변신술)과 귀신 사역법 등이었다. 그가 거두었던 성과는 《후한서》〈방술전〉과 〈신선전〉, 《삼국사》 등에 기록되어 있다. 그에 관한 이야기를 소개해보도록 하자.
이 이야기의 주인공은 물론 좌자지만, 그 상대는 삼국지에 등장하는 위(魏)의 조조(曹操, 155~220)다. 조조는 왕궁이 거의 완성되어갈 무렵 마술사로서 명성이 높았던 좌자를 왕실로 초대했다. 하지만 좌자는 사시(斜視)에다 한쪽 다리만을 끌고서는 푸른색 모자와 홑옷을 입고 마치 거지 같은 차림새를 하고 나타났다. 조조는 우선 좌자의 능력을 시험해보기로 했다. 돌로 만든 방에 집어넣고 밖을 엄중하게 감시토록 한 다음, 먹을 것을 일체 주지 않고 물만 먹을 수 있게 했다. 그러고 나서 1년 후 좌자를 밖으로 끌어냈다. 그런데 기나긴 유폐 생활에도 불구하고 좌자의 안색은 조금도 변함이 없고, 오히려 원기가 흘러넘쳤다.
이에 놀란 조조는 좌자에게 마술을 가르쳐달라고 했지만, 좌자는 침묵으로 일관한 채 입을 열지 않았다. 모욕을 느낀 조조는 크게 노하여 좌자를 처형하려고 마음먹었다. 그런데 그 순간 좌자가 입을 열었다.
"왕의 뜻대로 하겠습니다."
"왜 갑자기 생각이 바뀌었지?"
"당신이 소신을 죽이려고 마음먹었기 때문입니다."
자신의 속마음을 들킨 조조는 일순간 얼굴이 파랗게 변했지만, 그 자리를 정리하고 좌자를 위한 연회를 베풀었다. 연회가 벌어지는 자리에서 조조는 좌자에게 마술에 대해 다시 한 번 질문했다. 그러자 좌자가 말했다.
"소신은 아미산(峨嵋山)1)에서 30년간 도술 수행에 전력을 쏟았습니다. 그러던 어느 날 암벽 속에서 제 이름을 부르는 소리가 들려왔습니다. 그런 일이 몇 날 며칠 계속된 후에 하늘에서 천둥이 떨어져 바위가 쪼개지더니 그 속에서 『천둔(天遁)』 『지둔(地遁)』 『인둔(人遁)』이라는 세 권의 『둔갑천서(遁甲天書)』라는 책이 나왔습니다. 『천둔』은 구름이나 바람을 타고 하늘을 날 수 있는 비술, 『지둔』은 산이나 바위를 빠져나가는 비술, 『인둔』은 은신(隱身 : 신체를 투명하게 하는 것), 변신, 그리고 검을 던져서 사람의 목을 베는 비술이 적혀 있었습니다. 제가 터득하고 있는 술법을 배우고 싶다면 저와 함께 아미산으로 들어가 수행해보지 않으시겠습니까?"
조조가 그건 힘들다고 대답하자 좌자가 말했다.
"그러면 익주(益州)의 유현덕(劉玄德=유비, 161~223)에게 왕위를 양도하시지요. 그렇게 하지 않으면 검을 던져 그대의 목을 가져가겠습니다."
조조는 좌자의 말에 미쳐 날뛰며 그를 감옥에 가두고 모질게 고문했다. 하지만 좌자는 아무런 고통도 느끼지 않는 듯 태연했다. 고문을 하는 도중에 쿨쿨 잠을 자고, 목에 칼을 씌우고 쇠사슬로 꽁꽁 동여매도 가볍게 풀어버렸다. 게다가 먹을 것은 물론이고 물조차 주지 않아도 좌자의 안색은 점점 좋아지기만 했다. 좌자가 말했다.
"나는 10년간 먹지 않고 마시지 않아도 아무런 문제가 없다. 그리고 하루에 양 천 마리를 먹어도 배가 부르지 않은 사람이다."
연회석에서 펼쳐 보인 수많은 마술
어느 날 조조가 궁정에서 연회를 베풀고 있는 도중에 갑자기 감옥에 묶여 있어야 할 좌자가 나타났다.
"산해진미가 이렇게 펼쳐져 있지만, 만에 하나 부족한 게 있다면 소신이 대접을 해올릴까 합니다."
깜짝 놀란 조조는 겉으로는 침착한 척하며 대답했다.
"송강(松江)에서 뛰어노는 농어가 여기에 없는 것 같은데."
좌자는 물을 가득 담은 큰 대야를 준비시킨 다음 거기에다 낚싯줄을 드리웠다. 그러고는 잠시 후에 커다란 농어를 낚아올렸다. 그러자 조조는 '이건 말도 안 돼, 뭔가 속임수가 있음에 틀림없어'라고 생각하고는 다시 심술궂은 주문을 했다.
"사천성에서 나는 생강이 먹고 싶네. 그리고 사천성에 간다면, 이전에 비단을 팔러간 사람이 있는데 그를 만나서 20필을 더 팔고 오라고 전해주게."
그러자 좌자는 즉시 품속에서 생강을 꺼내놓았다. 그리고 조조의 전언은 수개월 후에 증명되었다. 비단을 팔러갔던 사람이 20필이나 더 팔고 돌아왔던 것이다.
생강에 성이 차지 않은 조조는 다시 명령을 내렸다.
"나는 용의 간이라는 것을 먹어보고 싶네만."
좌자는 먹과 붓을 준비시키고 하얀 벽 한쪽에 용을 그렸다. 그림이 완성되자 용의 배가 자연스럽게 갈라졌다. 좌자는 손을 용의 배에 집어넣어 간을 끄집어냈다. 이에 조조는 너무나 놀라 뒤로 한 걸음 물러섰다.
좌자의 놀라운 능력은 이것만이 아니었다. 철이 지난 꽃을 다시 피게 한다거나, 아주 멀리 떨어진 곳에서 나는 진기한 물건들을 눈앞에 나타나게 하는 등 보통 사람으로서는 상상하기 힘든 능력을 보여주었다.
다시 연회석에서 좌자는 잔에 술을 가득 채우고 조조에게 권했지만, 그는 불안한 생각이 들어 마시지 않았다. 그러자 좌자는 잔 속의 술을 반으로 나누어서 자신이 마시고, 그 나머지를 다시 조조에게 권했다. 그래도 조조는 좌자의 술수에 말려들까 두려워 술을 입에 가져가지도 않았다. 그런 조조를 바라보던 좌자가 잔을 공중으로 높이 던지자 잔은 흰 비둘기로 변해서 궁전을 날아다녔다. 연회에 참석했던 사람들이 놀라서 지켜보는 사이 좌자는 모습을 감추어버렸다.
이렇게 좌자가 도망치자 조조는 허저를 시켜서 좌자를 추격하게 했다. 그런데 놀라운 점은 분명히 좌자는 절뚝거리며 도망치고 허저와 그 추격대는 말을 타고 쫓아가고 있었음에도 불구하고 그 둘 사이의 거리는 좁혀지긴커녕 점점 넓어졌다. 좌자는 축지법을 써서 도망치고 있었다. 끝내 좌자를 놓친 허저는 이 사실을 조조에게 보고했다.
그뒤 좌자는 천계에 올라갔다고 하는데, 그때부터의 행적은 알 길이 없다. 천계에서 어떤 직책을 맡았는지, 신선으로서 어떤 역할을 했는지 아무런 기록이 남아 있지 않기 때문이다. 그는 신앙의 대상으로 숭배되기는 했지만, 그보다는 권력자에 맞섰던 영웅으로 민중들의 사랑을 받고 있다. 이런 신선의 모습, 즉 반신반인(半神半人)적인 존재는 도교의 한 특징이라고 할 수 있다

## 같이 보기
- 조조